# Ischnomera incostata
Ischnomera incostata là một loài bọ cánh cứng trong họ Oedemeridae. Loài này được Pic mô tả khoa học năm 1926.